# Billy Bat
Billy Bat (ビリーバット Birii Batto?) es un manga escrito por Naoki Urasawa y Takashi Nagasaki e ilustrado por Naoki Urasawa. La serie fue anunciada en la edición número 45 de la antología semanal Morning en el año 2008, su primer capítulo fue publicado el 16 de octubre de 2008. Kodansha está recogiendo los capítulos individuales en volúmenes tankōbon, y lo ha publicado en un total de 20 volúmenes. El volumen 1 fue el quinto mejor volumen de manga más vendido en su semana de lanzamiento, vendiendo más de 145 000 copias en la semana.

## Argumento
La historia está ambientada en 1949 y sigue al japonés-americano Kevin Yamagata, un dibujante de cómics mientras dibuja su obra de detectives "Billy Bat". Cuando se entera de que puede haber inconscientemente copiado el personaje de una imagen que vio durante su servicio en el Japón ocupado por USA, vuelve a Japón para obtener el permiso de su creador original para usar a Billy Bat. Al llegar allí, sin embargo, se ve envuelto en una trama de asesinato, encubrimiento, y la profecía de que todas las pistas de estos eventos están relacionadas con Billy Bat.
Sin embargo, la verdadera naturaleza de Billy Bat es mucho más grande que cualquier cosa que Kevin podría imaginar, algo que abarca milenios y tiene pistas en todo el mundo. Eventualmente Kevin descubre que el murciélago se relaciona con un antiguo pergamino, del cual se dice que cualquier persona que lo posea tendrá el dominio del mundo.

## Personajes
Kevin Yamagata (ケヴィン・ヤマガタ?)
Un artista de cómics japonés-americano, reside en California, Estados Unidos; es creador del famoso cómic  Billy Bat, Bat, es un personaje que plagió sin saberlo. Se ve involucrado en varios crímenes y busca el verdadero significado del personaje de su historieta.
Zōfū Karama (唐麻雑風 Karama Zōfū?)
Un mangaka japonés, creador original de  Billy Bat.
Jacky Momochi (ジャッキー・モモチ  Jakkī Momochi?)
Una estudiante universitaria japonesa-americana viviendo en Nueva York.
Kevin Goodman (ケヴィン・グッドマン  Kevin Guddoman?)
Es el segundo protagonista, es hijo de Tony y Diane. Tuvo un rol importante en un asesinato de la historia del manga.
Agent Smith (スミス Sumisu?)
Un agente que dice ser de la CIA.

## Manga
Billy Bat fue publicado en la revista Weekly Morning de la editorial Kōdansha y cuenta con un total de 20 tomos.